# Борис без Беатріс
«Борис без Беатріс» (фр. Boris sans Béatrice) — канадський драматичний фільм, знятий Дені Коте. Світова прем'єра стрічки відбулася у лютому 2016 року на Берлінському міжнародному кінофестивалі. Фільм розповідає про успішного чоловіка середніх років, який шукає романтичних стосунків, незважаючи на те, що він має дружину, яка прикута до ліжка.

## У ролях
- Джеймс Гайндмен — Борис
- Симона-Еліза Джирард — Беатріс
- Дені Лаван
- Ізольда Дюшаук — Клара
- Дуня Січов — Хельга

## Визнання
| Нагороди та номінації фільму «Борис без Беатріс» | Нагороди та номінації фільму «Борис без Беатріс» | Нагороди та номінації фільму «Борис без Беатріс» | Нагороди та номінації фільму «Борис без Беатріс» | Нагороди та номінації фільму «Борис без Беатріс» | Нагороди та номінації фільму «Борис без Беатріс» |
| Рік                                              | Кінопремія / Кінофестиваль                       | Категорія / Нагорода                             | Номінант                                         | Результат                                        |                                                  |
| ------------------------------------------------ | ------------------------------------------------ | ------------------------------------------------ | ------------------------------------------------ | ------------------------------------------------ | ------------------------------------------------ |
| 2016                                             | Берлінський міжнародний кінофестиваль            | «Золотий ведмідь» за найкращий фільм             | «Борис без Беатріс»                              | Номінація                                        |                                                  |